# Правила Баррема
Правила Баррема — правила, введённые в бухгалтерский учёт в XVIII веке Бертраном Франсуа Барремом.
- счёт дебетуется, если на него записывается поступление ценностей хозяйства;
- счёт кредитуется, если на него записывается выбытие ценностей из хозяйства;
- если выбытие ценностей не сопровождается поступлением других ценностей, то дебетуется счёт лица, с которым выполняется расчёт (счет собственника капитала);
- если поступление ценностей не сопровождается выбытием других ценностей, то кредитуется счёт лица, с которым выполняется расчет (счёт собственника капитала), а затем дает обобщение: «то, что входит, должно тому, что выходит».